# NGC 3904
NGC 3904 је елиптична галаксија у сазвежђу Хидра која се налази на NGC листи објеката дубоког неба.
Деклинација објекта је - 29° 16' 37" а ректасцензија 11h 49m 13,2s. Привидна величина (магнитуда) објекта NGC 3904 износи 10,8 а фотографска магнитуда 11,8. Налази се на удаљености од 24,218 милиона парсека од Сунца. NGC 3904 је још познат и под ознакама ESO 440-13, MCG -5-28-9, PGC 36918.